# Percé
Percé – miasto w Kanadzie, w prowincji Québec, w regionie Gaspésie–Îles-de-la-Madeleine i MRC Le Rocher-Percé. Miasto położone jest na wschodnim krańcu półwyspu Gaspésie. Jest ważnym ośrodkiem turystycznym ze względu na bliskość monolitu skalnego Rocher Percé, który odwiedzany jest przez średnio 60 tys. turystów rocznie.
Liczba mieszkańców Percé wynosi 3 419. Język francuski jest językiem ojczystym dla 78,8%, angielski dla 18,9% mieszkańców (2006).